# LGV Dallas-Houston
La LGV Dallas-Houston est un projet chemin de fer de ligne à grande vitesse entre les villes de Dallas et de Houston dans l'état du Texas aux États-Unis. Il est porté par la Texas Central Railway.

## Histoire
En 2020, c'est l'entreprise espagnole Renfe qui signe un accord avec Texas Central, de 5,5 milliards d'euros pour « développer et opérer » la ligne avec pour échéances une mise en service en 2026 et une exploitation jusqu'en 2042.
En 2021, le groupe italien Webuild (anciennement Salini Impregilo)  signe, par l'intermédiaire de Lane Construction, sa filiale aux États-Unis, un contrat de 16 milliards d'Euros pour la réalisation de l'infrastructure des 380 km de la ligne qui doit mettre Dallas et Houston « à moins d'une heure et demie de train »,. Outre la ligne proprement dite, cela comprend les ouvrages d'art et les lieux de maintenances bâtiments et dépôts du matériel roulant.

## Infrastructure
En prévision : une ligne à grande vitesse longue de 386 km entre Dallas/Fort Worth et Houston, ou ses situeront les gares terminus. Une gare intermédiaire est prévue à Brazos Valley.

## Exploitation
Avec une vitesse programmée de 320 km/h, la durée du voyage entre les deux villes terminus est prévue en 90 minutes.